# Milleluci (album Paola & Chiara)
Milleluci è il settimo album in studio del duo musicale italiano Paola & Chiara, pubblicato il 9 novembre 2010 dalle etichette Trepertre e Carosello Records.

## Descrizione
Il disco è pubblicato sia in edizione standard sia deluxe (a tiratura limitata e numerata), oltre che in versione digitale ed è stato preceduto in luglio dal singolo Pioggia d'estate e in ottobre da Milleluci. Contiene inoltre il brano Così non saprai mai, cover in lingua italiana del brano della nota cantante internazionale Rihanna Russian Roulette.
La versione deluxe del disco contiene alcuni remix dei due singoli Pioggia d'estate e Milleluci, le rispettive versioni in lingua spagnola e tre tracce video.

## Tracce
1. Milleluci – 4:21 (Chiara Iezzi, Paola Iezzi, Virginio Simonelli)
2. Pioggia d'estate – 3:31 (Chiara Iezzi, Paola Iezzi)
3. Così non saprai mai – 3:29 (Chiara Iezzi, Paola Iezzi, Shaffer Smith)
4. E non so – 3:24 (Chiara Iezzi, Paola Iezzi, C. Davis)
5. Sudoku – 2:56 (Chiara Iezzi, Paola Iezzi)
6. Stringimi (Ho bisogno di te) – 3:12 (Chiara Iezzi, Paola Iezzi, M. Falcetta, M. Rossi)
7. Disco voodoo – 4:21 (Chiara Iezzi, Paola Iezzi)
8. Poco più in là – 4:10 (Chiara Iezzi, Paola Iezzi, A. Anzaldi, F. Fermi)
9. Adesso stop! – 4:00 (Chiara Iezzi, Paola Iezzi, Virginio Simonelli)

Tracce bonus nell'edizione deluxe
1. Pioggia d'estate (Marco Bastianon & Danny Verde rmx) – 6:52
2. Lluvia en verano (Spanish videoclip) – 3:51
3. Milleluci "The video cover story" – 6:38

Tracce bonus nell'edizione deluxe su iTunes
1. Milleluci (Xmas lights version by Rash Incantation) – 4:19
2. Mil luces (Acoustic piano version) – 4:27
3. Milleluci (Ricky Mattioli & John Nello rmx) – 5:53
4. Lluvia en verano (Marco Bastianon & Danny Verde rmx) – 6:52
5. Lluvia en verano (Spanish videoclip) – 3:51
6. Milleluci "The video cover story" – 6:38
7. Milleluci "The backstage" – 5:30

## Formazione
- Paola Iezzi - voce
- Chiara Iezzi - voce
- Andrea Anzaldi - basso (tracce 1, 6), batteria (traccia 6), chitarra acustica (traccia 1), chitarra elettrica (tracce 1, 6), tastiere (traccia 6), percussioni (traccia 1)
- Luca Arosio - batteria (traccia 1)
- Antonello Pudva - chitarra elettrica (traccia 7)
- Francesco Gabbani - chitarra (tracce 2-3)
- Gianni Bini - chitarra (tracce 2-3)
- Enrico Bianchi - pianoforte (traccia 1)
- Pat Simonini - cori (tracce 1, 3-5)
- Michele Monestiroli - archi (traccia 1), cori (tracce 2, 5)

## Classifiche
| Classifica (2010) | Posizione massima |
| ----------------- | ----------------- |
| Italia            | 19                |